# Radio- und Fernsehturm Klaipėda
Der Radio- und Fernsehturm Klaipėda (lit. Klaipėdos radijo ir televizijos bokštas) ist ein Radio- und Fernsehturm mit einer Höhe von 200 Metern in Giruliai (Klaipėda, Litauen). Er wurde 1957 gebaut. Es könne bis zu 40 Programme ausgestrahlt werden. Der Turm dient auch der Übertragung von Mobilfunk und Internet. Am Fernsehturm sind 28 Mitarbeiter (IT-Spezialisten, Manager, Techniker) tätig.